# Faro de Cuevas Blancas
El Faro de Cuevas Blancas (en catalán far de Coves Blanques o de ses Coves Blanques) es un faro emplazado en San Antonio Abad, en el archipiélago de las Islas Baleares, España. Entró en servicio en 1897 y fue desactivado en 1963, por lo que actualmente se encuentra fuera de servicio.

## Historia
Es el primer faro de una serie iniciada al final del siglo XIX, con independencia del Plan de 1847. En 1885 la bahía de Portmany se declaró Puerto de Interés General de Segundo Orden. Por ello, tras la celebración de un pleno en el ayuntamiento de San Antonio Abad, se solicitó su construcción al Estado, ya que los navegantes alertaron de lo peligros que era la llegar a la ensenada sin ninguna señalización. Y aunque el faro de Conejera llevaba funcianando desde 1857, ya se habían producido varios naufragios en la zona. A pesar de conseguir su construcción, en 1913 diversas entidades y vecinos presentaron una petición para variar la apariencia porque se confundía con las luces de la propia población, que había ido extendiéndose hacia esa zona y se fue cambiando a luz blanca con algunas ocultaciones. A partir de 1926, se añadieron más de señales a su servicio, haciéndose cargo los fareros de Cuevas Blancas de las balizas de Es Vedrá, Bleda Plana, Punta Xinxó y del mismo faro de Conejera.
En el año 1956 el faro se automatizó, aunque las obras del nuevo dique de abrigo ya estaban muy avanzadas y dejó de ser práctico tener dos balizamientos con la misma función. Ya en 1963 se acabó sustituyendo el faro por la baliza del morro del dique. La linterna se retiró y ya no dio servicio como señal marítima. A pesar de ello, se continuó utilizando de los fareros que trabajaban en la zona hasta principios del siglo XXI.